# Groß Godems
Groß Godems ist eine Gemeinde im Landkreis Ludwigslust-Parchim in Mecklenburg-Vorpommern (Deutschland). Sie wird vom Amt Parchimer Umland mit Sitz in Parchim verwaltet.

## Geografie und Verkehr
Etwa die Hälfte des Gemeindegebietes ist von Wald bedeckt. Groß Godems liegt in einer sehr hügeligen Endmoränenlandschaft. Die größte Anhöhe ist der Tobiasberg mit 103 m ü. NHN ganz im Osten. Erwähnenswert ist das Waldgebiet Godemser Tannen. Größere Seen oder Fließgewässer gibt es im Gemeindegebiet keine. Zu erwähnen ist nur der Rote Bach, der die nördliche Gemeindegrenze bildet. Er mündet etwas nördlich der Gemeinde in die Müritz-Elde-Wasserstraße.
Durch das Gemeindegebiet führt im Süden die A 24, welche über die Anschlussstelle Parchim erreichbar ist. Die Gemeinde befindet sich zirka acht Kilometer südlich von Parchim.

## Geschichte
Groß Godems wurde im Jahr 1291 erstmals als villa Wodamiz urkundlich erwähnt. Der Name stammt vom  slawischen Wort voda  für Wasser ab. Der Ortsname könnte also Ort am Wasserlauf bedeuten.
Am 1. Juli 1950 wurde Karrenzin nach Groß Godems eingemeindet. Am 1. Januar 1951 fusionierten die Gemeinden Groß Godems und Wulfsahl zur neuen Gemeinde Karrenzin.

## Politik

### Gemeindevertretung und Bürgermeister
Der Gemeinderat besteht (inkl. Bürgermeister) aus 6 Mitgliedern. Die Wahl zum Gemeinderat am 26. Mai 2019 hatte folgende Ergebnisse:
| Partei/Bewerber                                      | Prozent | Sitze |
| ---------------------------------------------------- | ------- | ----- |
| Wählergemeinschaft Freiwillige Feuerwehr Groß Godems | 51,81   | 3     |
| Einzelbewerber Rohde                                 | 17,55   | 1     |
| Einzelbewerber Lompart                               | 17,13   | 1     |
| Einzelbewerber Brümmer                               | 13,51   | 1     |

Bürgermeister der Gemeinde ist Lothar Barsuhn, er wurde mit 54,55 % der Stimmen gewählt.

### Wappen, Flagge, Dienstsiegel
Die Gemeinde verfügt über kein amtlich genehmigtes Hoheitszeichen, weder Wappen noch Flagge. Als Dienstsiegel wird das kleine Landessiegel mit dem Wappenbild des Landesteils Mecklenburg geführt. Es zeigt einen hersehenden Stierkopf mit abgerissenem Halsfell und Krone und der Umschrift „• GEMEINDE GROß GODEMS • LANDKREIS LUDWIGSLUST-PARCHIM“.

## Sehenswürdigkeiten
- Dorfkirche aus dem 17. Jahrhundert
- Douglasienwaldbestand am Sonnenberg

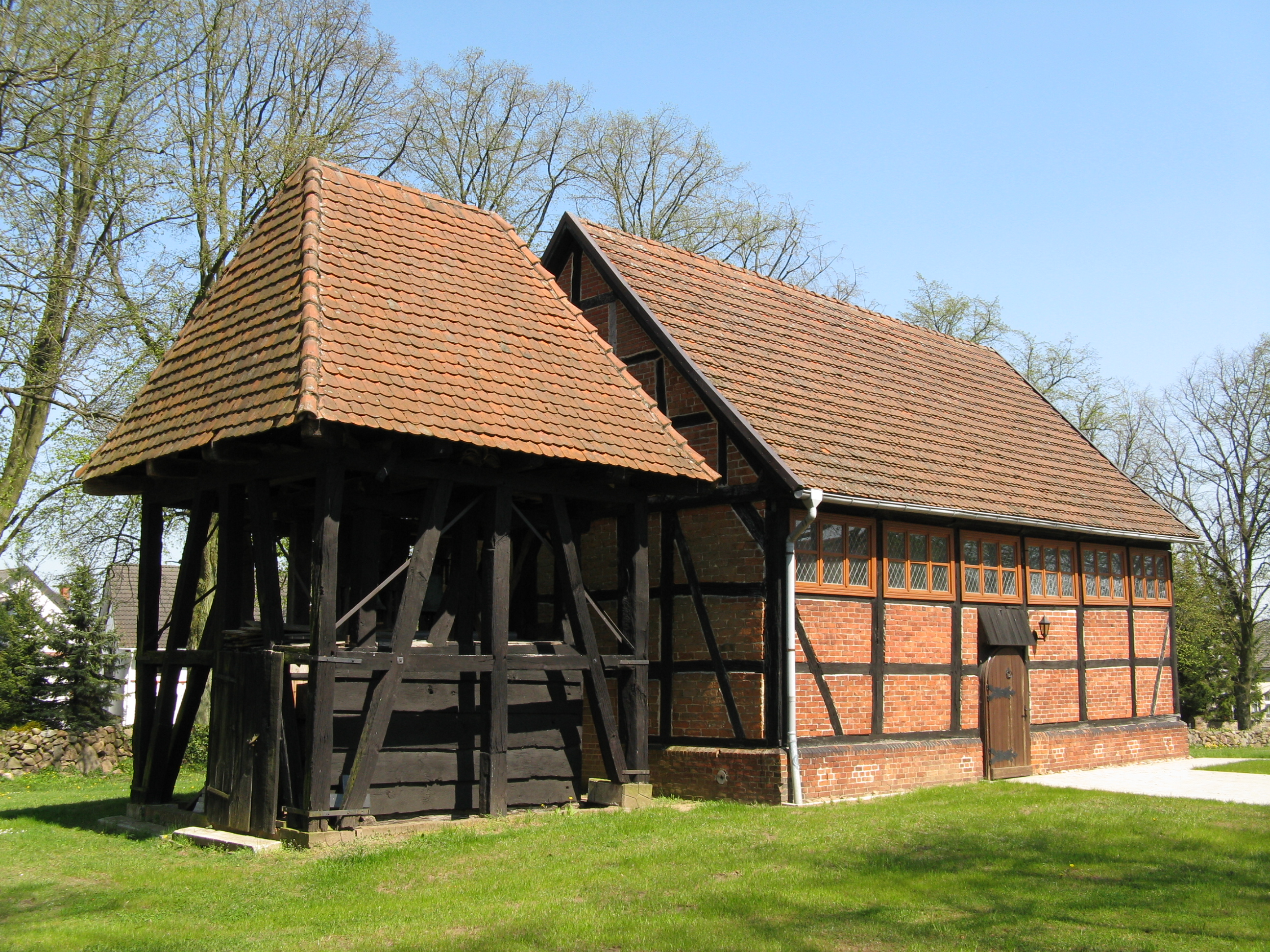
Dorfkirche

- Büdnerei

## Persönlichkeiten
- Carl Johann Theodor Abs (1851–1895), Ringer, auch Carl Abs geschrieben, gewann am 18. Mai 1884 in New York City mit einem Sieg über William Muldoon die erste Weltmeisterschaft der Ringer
- Erwin Binder (1932–1999), Politiker (DBD)
- Jürgen Heinrich (* 1945), Schauspieler und Regisseur